# Рикијери (Империја)
Рикијери је насеље у Италији у округу Империја, региону Лигурија.
Према процени из 2011. у насељу је живело 35 становника. Насеље се налази на надморској висини од 54 м.